# US Open 1997 (tennis)
De 117e editie van het Amerikaanse grandslamtoernooi, de US Open 1997, vond plaats van 25 augustus tot en met 7 september 1997. Voor de vrouwen was het de 111e editie. Het toernooi werd gespeeld op het terrein van het USTA Billie Jean King National Tennis Center, gelegen in Flushing Meadows in het stadsdeel Queens in New York.

## Belangrijkste uitslagen
Mannenenkelspel

Finale: Patrick Rafter (Australië) won van Greg Rusedski (VK) met 6-3, 6-2, 4-6, 7-5
Vrouwenenkelspel

Finale: Martina Hingis (Zwitserland) won van Venus Williams (VS) met 6-0, 6-4
Mannendubbelspel

Finale: Jevgeni Kafelnikov (Rusland) en Daniel Vacek (Tsjechië) wonnen van Jonas Björkman (Zweden) en Nicklas Kulti (Zweden) met 7-6, 6-3
Vrouwendubbelspel

Finale: Lindsay Davenport (VS) en Jana Novotná (Tsjechië) wonnen van Gigi Fernández (VS) en Natallja Zverava (Wit-Rusland) met 6-3, 6-4
Gemengd dubbelspel

Finale: Manon Bollegraf (Nederland) en Rick Leach (VS) wonnen van Mercedes Paz (Argentinië) en Pablo Albano (Argentinië) met 3-6, 7-5, 7-6
Meisjesenkelspel

Finale: Cara Black (Zimbabwe) won van Kildine Chevalier (Frankrijk) met 6-7, 6-1, 6-3
Meisjesdubbelspel

Finale: Marissa Irvin (VS) en Alexandra Stevenson (VS) wonnen van Cara Black (Zimbabwe) en Irina Seljoetina (Kazachstan) met 6-2, 7-6
Jongensenkelspel

Finale: Arnaud Di Pasquale (Frankrijk) won van Wesley Whitehouse (Zuid-Afrika) met 6-7, 6-4, 6-1
Jongensdubbelspel

Finale: Fernando González (Chili) en Nicolás Massú (Chili) wonnen van Jean-René Lisnard (Frankrijk) en Michaël Llodra (Frankrijk) met 6-4, 6-4
1881 · 1882 · 1883 · 1884 · 1885 · 1886 · 1887 · 1888 · 1889 · 1890 · 1891 · 1892 · 1893 · 1894 · 1895 · 1896 · 1897 · 1898 · 1899 · 1900 · 1901 · 1902 · 1903 · 1904 · 1905 · 1906 · 1907 · 1908 · 1909 · 1910 · 1911 · 1912 · 1913 · 1914 · 1915 · 1916 · 1917 · 1918 · 1919 · 1920 · 1921 · 1922 · 1923 · 1924 · 1925 · 1926 · 1927 · 1928 · 1929 · 1930 · 1931 · 1932 · 1933 · 1934 · 1935 · 1936 · 1937 · 1938 · 1939 · 1940 · 1941 · 1942 · 1943 · 1944 · 1945 · 1946 · 1947 · 1948 · 1949 · 1950 · 1951 · 1952 · 1953 · 1954 · 1955 · 1956 · 1957 · 1958 · 1959 · 1960 · 1961 · 1962 · 1963 · 1964 · 1965 · 1966 · 1967
↓ open tijdperk ↓
1968 (m-v-md-vd-gd) ·
1969 (m-v-md-vd-gd) ·
1970 (m-v-md-vd-gd) ·
1971 (m-v-md-vd-gd) ·
1972 (m-v-md-vd-gd) ·
1973 (m-v-md-vd-gd) ·
1974 (m-v-md-vd-gd) ·
1975 (m-v-md-vd-gd) ·
1976 (m-v-md-vd-gd) ·
1977 (m-v-md-vd-gd) ·
1978 (m-v-md-vd-gd) ·
1979 (m-v-md-vd-gd) ·
1980 (m-v-md-vd-gd) ·
1981 (m-v-md-vd-gd) ·
1982 (m-v-md-vd-gd) ·
1983 (m-v-md-vd-gd) ·
1984 (m-v-md-vd-gd) ·
1985 (m-v-md-vd-gd) ·
1986 (m-v-md-vd-gd) ·
1987 (m-v-md-vd-gd) ·
1988 (m-v-md-vd-gd) ·
1989 (m-v-md-vd-gd) ·
1990 (m-v-md-vd-gd) ·
1991 (m-v-md-vd-gd) ·
1992 (m-v-md-vd-gd) ·
1993 (m-v-md-vd-gd) ·
1994 (m-v-md-vd-gd) ·
1995 (m-v-md-vd-gd) ·
1996 (m-v-md-vd-gd) ·
1997 (m-v-md-vd-gd) ·
1998 (m-v-md-vd-gd) ·
1999 (m-v-md-vd-gd) ·
2000 (m-v-md-vd-gd) ·
2001 (m-v-md-vd-gd) ·
2002 (m-v-md-vd-gd) ·
2003 (m-v-md-vd-gd) ·
2004 (m-v-md-vd-gd) ·
2005 (m-v-md-vd-gd) ·
2006 (m-v-md-vd-gd) ·
2007 (m-v-md-vd-gd) ·
2008 (m-v-md-vd-gd) ·
2009 (m-v-md-vd-gd) ·
2010 (m-v-md-vd-gd) ·
2011 (m-v-md-vd-gd) ·
2012 (m-v-md-vd-gd) ·
2013 (m-v-md-vd-gd) ·
2014 (m-v-md-vd-gd) ·
2015 (m-v-md-vd-gd) ·
2016 (m-v-md-vd-gd) ·
2017 (m-v-md-vd-gd) ·
2018 (m-v-md-vd-gd) ·
2019 (m-v-md-vd-gd) ·
2020 (m-v-md-vd) ·
2021 (m-v-md-vd-gd) ·
2022 (m-v-md-vd-gd) ·
2023 (m-v-md-vd-gd)  ·
2024 (m-v-md-vd-gd)
Lijst van US Openwinnaars